# شن تشون فونغ
شن تشون فونغ (بالصينية:施春风) (بالإنجليزية: Shih Choon Fong), الرئيس السابق لجامعة الملك عبد الله للعلوم والتقنية وجامعة سنغافورة الوطنية. ولد عام 1945 في سنغافورة. يعد البروفيسور أحد العلماء الرائدين في مجال ميكانيكا التصدع، وحصل على درجة الدكتوراة من جامعة هارفارد عام 1973، حيث أسهم في مجال بحوث ميكانيكا التصدع ونشر له 150 مقالة في مختلف المجلات العلمية المرموقة. انضم بعد ذلك إلى شركة جنرال إلكتريك في الولايات المتحدة الأمريكية وتولى قيادة مجموعة أبحاث التصدع هناك. عاد البروفيسور بعد أن قضى أكثر من ثلاثين عاما ً في الولايات المتحدة الأمريكية إلى سنغافورة، بلده الأم وكان ذلك في عام 1996. تولى شن منصب رئيس جامعة سنغافورة الوطنية NUS وحول الجامعة إلى أحد أفضل الجامعات العالمية. وتولى منصب رئيس جامعة الملك عبد الله للعلوم والتقنية من 2008 عام حتى 2013.

## سيرته المهنية

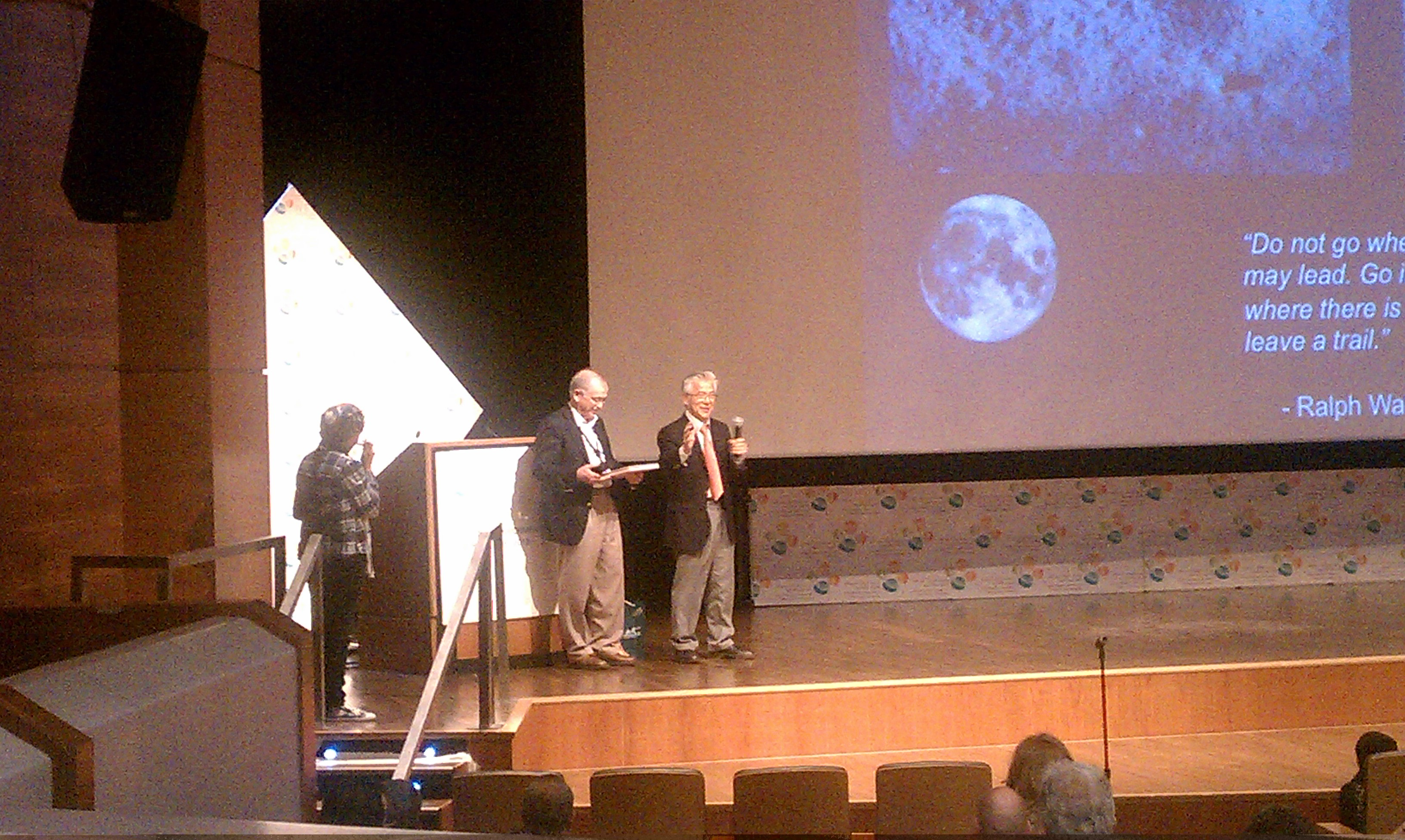
فونغ يتحدث في جامعة الملك عبدالله في يناير 2013

عُيِّن البروفسور تشون فونغ شيه رئيسًا مؤسسًا لجامعة الملك عبد الله للعلوم والتقنية اعتبارًا من 13 يناير 2008، وتولى مهام عمله في ديسمبر 2008.
وفي أكتوبر 2008 عُيِّن عضوًا في مجلس أمناء الجامعة، وكان أيضًا أستاذ للهندسة الميكانيكية فيها.
والبروفسور شيه باحث مشهور ورائد أكاديمي على المستوى الدولي، وقد انضم إلى جامعة الملك عبد الله للعلوم والتقنية بعد أن قضى ثماني سنوات في منصبي رئيس جامعة سنغافورة الوطنية ونائب الرئيس للشؤون التعليمية والمالية والإدارية. وتولى بصفته هذه تحويل جامعة سنغافورة الوطنية إلى جامعة أبحاث تحظى بمكانة عالية ولها نشاط في مجال الأعمال التجارية. كما عزز صورة الجامعة وأبحاثها العالمية بتأسيس شراكات بحثية وتعليمية مع المؤسسات العريقة حول العالم.
وكان البروفسور شيه أحد القوى المحركة الرئيسية في تشكيل التحالف الدولي لجامعات الأبحاث الذي يضم عشر جامعات من جامعات الأبحاث الكبرى في العالم تنتشر في أربع قارات. وهو الرئيس الفخري لاتحاد جامعات المحيط الهادئ، الذي يضم 37 جامعة من جامعات الأبحاث الكبرى، والذي أنشئ على مثال اتحاد الجامعات الأمريكية العريق. كما شغل البروفسور شيه منصب رئيس مجلس الإشراف على المعهد العالمي لاتحاد جامعات المحيط الهادئ، وهو معهد للدراسات المتقدمة يسعى لمعالجة القضايا العلمية والاجتماعية والاقتصادية التي تهم العالم.
وقد قدم البروفسور شيه إسهامات هامة في مجال بحوث ميكانيكا التصدع غير الطولي والطرق الحاسوبية لتحليلات التصدع. ونُشر له نحو 150 مقالة في كبريات المجلات العلمية، وهو من بين أكثر المهندسيين الباحثين الذين يستشهد بأعمالهم في العالم وفقًا لقائمة معهد المعلومات العلمية. ومن بين الجوائز التي حصل عليها ميدالية جورج إروين من الجمعية الأمريكية للاختبارات والمواد وجائزة تيد بليتشكو في الميكانيكا التطبيقية من الجمعية الأمريكية للمهندسين الميكانيكيين.
والبروفسور شيه عضو مشارك أجنبي في الأكاديمية الوطنية الأمريكية للهندسة وهو أيضاً عضو فخري أجنبي في الأكاديمية الأمريكية للفنون والعلوم. وكان أول شخص من منطقة المحيط الهادئ في آسيا يتلقى جائزة القيادة لعام 2007 التي يمنحها مجلس تطوير ودعم التعليم لكبار المسؤولين التنفيذيين. كما منح وسام «فارس» الفرنسي من مرتبة «فرقة الشرف» ودرجة الدكتوراة الفخرية في العلوم من جامعة لوفبره في المملكة المتحدة ومن جامعة واسيدا في اليابان وجامعة براون في الولايات المتحدة.
وبعد أن حصل البروفسور شيه على درجة الدكتوراة من جامعة هارفارد عام 1973، انضم إلى مختبر أبحاث شركة جنرال إلكتريك في الولايات المتحدة حيث تولى قيادة مجموعة أبحاث التصدع. وفي عام 1981 انضم إلى جامعة براون في بروفيدنس، رود أيلند، حيث شغل منصب أستاذ مشارك ثم منصب أستاذ في قسم الهندسة.
وعمل البروفسور شيه مستشارًا لإدارة علوم الطيران والفضاء الوطنية الأمريكية، ومختبر أوك ردج الوطني والهيئة التنظيمية النووية وغيرها من الجهات في الولايات المتحدة. وهو عضو اللجنة الزائرة لقسم علم وهندسة المواد المنبثقة عن مجلس الإشراف على معهد ماساتشوستس للتقنية.
وبعد أن قضى ثلاثين عاماً في الولايات المتحدة، عاد البروفسور شيه إلى سنغافورة في عام 1996 ليعمل مديرًا مؤسسًا لمعهد أبحاث وهندسة المواد في سنغافورة وعُيَّن إلى جانب عمله في العام التالي وكيلًا لنائب الرئيس للشؤون التعليمية والمالية والإدارية في جامعة سنغافورة الوطنية. وفي عام 2000 أصبح البروفسور شيه رئيسًا لجامعة سنغافورة الوطنية ونائبًا للرئيس للشئون التعليمية والمالية والإدارية.
وشارك البروفسور شيه أيضًا في عضوية عدد من اللجان على المستوى الوطني في سنغافورة. وهو الرئيس المؤسس لجمعية أبحاث المواد في سنغافورة، عضو الاتحاد الدولي لجمعيات أبحاث المواد. وشغل منصب رئيس مجلس الإشراف على تحالف جامعة سنغافورة ومعهد مساتشوستس للتقنية كما شارك في عضوية اللجنة التنفيذية لمجلس التنمية الاقتصادية في سنغافورة. وكان أحد الأعضاء المؤسسين لمؤسسة سنغافورة الدولية، وعضو لجنة المراجعة الاقتصادية التي أنيط بها وضع استراتيجيات واسعة النطاق لتحديث سنغافورة، وهو أيضًا عضو مجلس إدارة مؤسسة الأبحاث الوطنية.